# Дунай
Дуна́й (рум. Dunărea, венг. Duna, нем. Donau, серб. Дунав, словац. Dunaj, болг. Дунав, хорв. Dunav, укр. Дунай, лат. Danubius, Danuvius, др.-греч. Ἴστρος) — вторая по протяжённости и полноводности река в Европе (после Волги), трансграничная река, самая длинная река на территории Европейского Союза.
Берёт исток в горах Шварцвальда в Германии и протекает по территории или является границей десяти государств: Германии, Австрии, Словакии, Венгрии, Хорватии, Сербии, Болгарии, Румынии, Украины и Молдовы; проходит через такие столицы Центральной и Юго-Восточной Европы, как Вена, Братислава, Будапешт и Белград. Помимо этих десяти стран, в бассейне Дуная находятся те или иные территории ещё девяти европейских государств (Швейцария, Италия, Чехия, Польша, Словения, Босния и Герцеговина, Черногория, Албания и Северная Македония), поэтому Дунай часто в просторечии называют «Интернациональной рекой».
Река впадает в Чёрное море, образуя дельту на границе Румынии и Украины; румынская часть этой дельты внесена в список объектов Всемирного наследия ЮНЕСКО.
Длина — 2850 км. Площадь бассейна — 817 тысяч км². Средний расход воды — 6430 м³/с.

## Этимология
Русское название реки восходит к праслав. *Dunajь, которое, по мнению лингвиста Макса Фасмера, было заимствовано через гот. *Dōnawi из кельт.-лат. Dānuvius, родственного авест. dānu- «река», др.-инд. dānu- «сочащаяся жидкость», осет. don «река» (см. Дон).
Польский учёный Ян Розвадовский высказал предположение, что словом *Dunajь славяне изначально называли Днепр (что можно обнаружить в украинском и белорусском фольклоре). К. Мошинский поддержал это предположение, считая, что когда часть славян мигрировала в окрестности Дуная, название которого первоначально было заимствовано как *Dunavъ/*Dunavь, то произошёл перенос названия с известной ранее реки. Мошинскому возражал Т. Лер-Сплавинский, который указывал на то, что словом «Дунай» и производными от него называется десяток рек и ручьёв на территории распространения славянских языков; кроме того, это слово выступает как апеллятив в польских и украинских говорах.
В связи с этим Лер-Сплавинский восстанавливает для праславянского языка нарицательное существительное *dunajь «большая вода», происходящее от пра-и.е. *dhounā. Выводы Лера-Сплавинского были проигнорированы в работе В. Н. Топорова и О. Н. Трубачёва «Лингвистический анализ гидронимов Верхнего Поднепровья», выводящих гидроним «Дунаец», встречающийся на славянских землях из названия Дуная, за что эту работу подверг критике З. Голомб.
Возможно происхождение названия реки из языка кельтов (живших в её верховьях) — Danu, означающего «стремительный, бурный, быстрый».

## Исторические сведения
Ранние достоверные сведения о Дунае содержатся в сочинениях древнегреческого историка Геродота (V век до н. э.), который писал во второй книге «Истории», что река Истр (древнегреческое название Дуная) начинается в стране кельтов и течёт, пересекая Европу посередине (II:33). Впадает же река Истр в Евксинский понт (Чёрное море) семью рукавами. Современное название дали кельты, которые обитали тут в первой половине первого тысячелетия до нашей эры. В 105 году нашей эры римский император Траян построил первый каменный мост через Дунай — длиной более километра.
Дунай наряду с Рейном был границей Римской империи (лимес).
После распада Римской империи и образования в её восточной части Византии в VI—VII веках, потеснив византийцев к югу, на Нижнем Дунае осели славянские племена.
С конца XV века господствующую роль на Дунае стала играть Османская империя. В Железных воротах на речном острове Ада-Кале османы соорудили крепость и перекрыли реку цепями, чтобы взимать с проходящих судов пошлины.
С конца XVII века по договорам с Османской империей право свободного плавания по Дунаю получили суда подданных Габсбургской монархии, а по Кючук-Кайнарджийскому договору 1774 года такое право получили и суда подданных Российской империи, граница которой по Бухарестскому договору 1812 года стала проходить по Килийскому гирлу Дуная.
С 1830-х годов в регулярном судоходстве на Дунае стали использовать пароходы. В 1840 году Российская империя и Австрийская империя заключили Конвенцию относительно судоходства на Дунае. В 1853 году Российская империя заключила договор о свободе судоходства по Дунаю с Баварией.
Парижским мирным договором 1856 года была создана Европейская Дунайская комиссия для организации работ по очистке дунайских гирл. С 1858 года в устье Дуная началось строительство защитных дамб, в 1889—1898 годах в районе Железных ворот в наиболее опасных и порожистых местах были проложены обходные каналы (наиболее известен из них Сипский канал).
Во время Первой мировой войны Дунай стал стратегической линией связи и снабжения как для стран Антанты, так и для Центральных держав.
Во время Второй мировой войны Дунай играл важную роль в снабжении нацистской Германии румынской нефтью. Британо-американская авиация бомбила многие порты на Дунае и германские суда, перевозившие нефть.
В 1948 году на Белградской конференции была подписана Конвенция о режиме судоходства на Дунае, участниками которой стали Союз Советских Социалистических Республик, Народная Республика Болгария, Венгерская Республика, Румынская Народная Республика, Украинская Советская Социалистическая Республика, Чехословацкая Республика и Федеративная Народная Республика Югославия. В 1960 году к конвенции присоединилась Австрия. В 1992 году Россия заменила в Дунайской комиссии СССР, Украина — Украинскую ССР, а Союзная Республика Югославия — СФРЮ; в 1993 году Словакия заменила в комиссии Чехословакию. В 1998 году к Дунайской комиссии присоединились Германия, Молдова и Хорватия. После прекращения существования государственного союза Сербии и Черногории, его место в комиссии заняла Сербия. Дунай был интегрирован в Трансъевропейскую сеть внутренних водных путей.

## Физическая география

### Исток
Река берёт начало в горах Шварцвальда (Баден-Вюртемберг, Германия), где возле города Донауэшинген на высоте 678 м над уровнем моря сливаются горные ручьи Брег (длина 48 км) и Бригах (длина 43 км). У стен местного замка-дворца в городе расположен архитектурно оформленный источник небольшой речки Дунайбах, впадающего в городе Донауэшинген в Дунай и выдаваемый за исток Дуная.

### Подземная часть
Близ Иммендингена, в 30 километрах от истока, большая часть его воды просачивается сквозь трещины, щели и воронки в известковых карстовых горных породах, слагающих долину реки. В среднем на 200 дней в году Дунай на небольшом отрезке полностью исчезает под землёй.
В 12 км южнее места, где пропадает Дунай, из-под земли бьёт Ахский ключ — самый мощный в Германии. Количество вытекающей воды достигает 8,5 т/с. Из него берёт начало река Ах, впадающая в Боденское озеро, откуда вытекает Рейн.
В 1877 году впервые удалось доказать, что Ахский ключ питается подземными водами Дуная: 100 центнеров каменной соли растворили в верховьях Дуная, неподалёку от поглощающих его трещин, и спустя 55 часов эта соль появилась в водах Аха. В период половодья подземный поток проходит этот путь всего за 20 часов. Стало ясно, что вода течёт под землёй в огромных пещерах, пока не вырывается наружу в Аахском ключе из Вимзенской пещеры. Перепад высот между местом исчезновения Дуная и истоком Аха 185 м (близ городов Тутлинген и Ах). Эту подземную реку называют Чёрный Дунай. Путь её русла изучен не полностью.
- Утекающий под землю Дунай
- Сухое русло Дуная
- Карта-схема рек Дунай и Рейн (в профиле и в плане)
- Схема подземного водотока между реками Дунай и Ах
- Исток реки Ах

### Направление
На своём пути Дунай несколько раз меняет направление. Сначала он течёт по горной области Германии на юго-восток, а потом на отметке 2747 км (километраж реки измеряется от крайней точки гирла в направлении истока) меняет направление на северо-восточное. Это направление сохраняется до города Регенсбург (2379 км), где находится самая северная точка течения реки (49°03' с. ш.). Возле Регенсбурга Дунай поворачивает на юго-восток, затем пересекает Венскую котловину, сохраняя общее направление до села Гёнью (1791 км).
Дальше Дунай более чем 600 км течёт по Среднедунайской низменности сначала на восток, а в районе города Вац (1679 км) круто поворачивает на юг. Дунай течёт на юг до города Бачка-Паланка (1298 км), затем поворачивает на юго-восток и на восток до места впадения реки Тиса (1214,5 км). От устья Тисы до селения Арчар (771 км) река, проложив русло через горные цепи Южных Карпат по ущелью Железные ворота и делая большие изгибы, течёт по Нижнедунайской низменности на юго-восток, а затем вновь течёт на восток до города Свиштов (554 км), где достигает самой южной точки своего течения (43°38′ северной широты). Затем, отклоняясь к северо-востоку, Дунай течёт до города Чернаводэ (300 км). Ниже города Чернаводэ Дунай течет на север, а у места впадения реки Сирет (155 км) плавно поворачивает на восток, сохраняя в основном восточное направление до самого впадения в Чёрное море.

### Дельта
В нижнем течении Дунай, разветвляясь, создаёт большую, прорезанную густой сетью рукавов и озёр, болотистую дельту длиною с запада на восток 75 км и шириною с севера на юг 65 км. Вершина дельты находится возле мыса Измаильский Чатал за 80 км от гирла, где основное русло Дуная сначала распадается на Килийское и Тульчинское гирло. Через 17 километров ниже по течению Тульчинское разделяется на Георгиевское гирло и Сулинское гирло, которые впадают в Чёрное море отдельно. Килийское гирло в границах территории Украины создаёт так называемую Килийскую дельту, которая является наиболее быстротечной частью дельты Дуная. Большая часть дельты Дуная покрыта плавнями — это второй по площади массив этого ландшафта в Европе (уступает только плавням в дельте Волги). В дельте Дуная расположен Дунайский биосферный заповедник.

### Рукава
У Дуная имеются многочисленные рукава, которые иногда значительно (на 10 и более километров) отходят от основного потока. Наиболее длинными на правом берегу являются рукава Мошонский или Дьёрский Дунай (исток — 1854 км, гирло — 1794 км) и Дунэря-Веке (237 и 169 км); на левом берегу — Малый Дунай (исток — 1868 км, впадает в Ваг), Шорокшарский Дунай (1642 и 1586 км), Борча (371 и 248 км).

### Притоки
Дунайский бассейн имеет асимметричную форму. Меньшей по величине является его правобережная часть (44 % площади водосбора). Но на правом берегу притоки Дуная формируют гидрографическую сетку бассейна. Распределены притоки неравномерно: большинство из них находится в предгорьях Альп и Карпат, на территории Венгерской (Среднедунайской) низменности их почти нет.
Притоки Дуная, которые берут начало в горах, имеют в верховьях горный характер. Выходя на равнину, они приобретают типичные черты равнинных рек и на большом протяжении судоходны.
Притоки, которые оказывают существенное влияние на водный режим Дуная, указаны в таблице.
| Название | Место впадения в Дунай (берег) | Расстояние (от устья) км | Страны, по территории которых протекает (от истока) | Длина (км) |
| -------- | ------------------------------ | ------------------------ | --------------------------------------------------- | ---------- |
| Иллер    | правый                         | ~                        | Германия                                            | 163        |
| Лех      | правый                         | ~                        | Австрия, Германия                                   | 265        |
| Изар     | правый                         | 2281,7                   | Германия                                            | 283        |
| Инн      | правый                         | 2225,2                   | Швейцария, Австрия, Германия                        | 525        |
| Энс      | правый                         | 2111,8                   | Австрия                                             | 255        |
| Морава   | левый                          | 1880,3                   | Чехия, Словакия, Австрия                            | 380        |
| Раба     | правый                         | 1794,0                   | Австрия, Венгрия                                    | 398        |
| Ваг      | левый                          | 1765,8                   | Словакия                                            | 402        |
| Грон     | левый                          | 1716,0                   | Словакия                                            | 289        |
| Ипель    | левый                          | 1708,2                   | Словакия, Венгрия                                   | 233        |
| Драва    | правый                         | 1382,5                   | Италия, Австрия, Словения, Венгрия, Хорватия        | 720        |
| Тиса     | левый                          | 1214,5                   | Румыния, Украина, Словакия, Венгрия, Сербия         | 966        |
| Сава     | правый                         | 1170,0                   | Словения, Хорватия, Босния и Герцеговина, Сербия    | 940        |
| Морава   | правый                         | 1104,5                   | Сербия                                              | 563        |
| Искыр    | правый                         | 637,3                    | Болгария                                            | 368        |
| Сирет    | левый                          | 155,2                    | Украина, Румыния                                    | 726        |
| Прут     | левый                          | 134,0                    | Украина, Молдова, Румыния                           | 950        |

### Острова
Крупнейшим островом Дуная является Житный остров, расположенный в Словакии.

### Другие характеристики
На расстоянии по прямой между истоком (Донауэшинген) и крайним пунктом дельты (отметка «0 км» в украинской части дельты ниже города Вилково на острове Анкудинов) в 1642 км коэффициент извилистости реки составляет 1,71. Среднее снижение Дуная равняется 24,4 см на 1 км.

### Части Дуная (Подунавья)
По комплексу физико-географических характеристик Дунай делят на следующие три части:
- Верхний (992 км) — от истока до селения Генью;
- Средний (860 км) — от Генью до города Дробета-Турну-Северин;
- Нижний (931 км) — от города Турну-Северин до впадения в Чёрное море.

### Климат
Бассейн реки Дунай находится в умеренно теплом поясе. Разнообразие рельефа бассейна создаёт отдельные климатические зоны на разных участках реки. В горных районах лето короткое и прохладное, а в долинах наблюдается более высокая температура воздуха с меньшим количеством осадков.
По особенностям климата бассейн реки Дунай делится на три части:
- Бассейн Верхнего Дуная с сравнительно суровым климатом, где зима длится с декабря по февраль. Средняя температура января на равнине устанавливается от −0,8° до −3°С; в горах от −6 до −13 °C. Морозы достигают −20 °C. Лето жаркое, со средней температурой июля от 17 до 20 °C, и максимальной температурой 36 — 38 °C. В горах температура понижается на 0,5 — 0,6 °C на каждые 100 м высоты[16].
- Бассейн Среднего Дуная с засушливым континентальным климатом, где лето длится 4,5 — 5 месяцев. Средняя температура июля от 20 до 23 °C, максимальная 39 °C. Высокие значения температуры в сочетании с низкой влажностью и незначительным количеством осадков создают условия для возникновения засухи. Зима в этой части Дуная длится 1,5 — 2 месяца. Средняя температура января на равнине от −0,3 до −2 °C, минимальная −30°С; в горах средняя от −5 до −9 °C, минимальная −34°С[16].
- Бассейн Нижнего Дуная с ещё более засушливым континентальным климатом, очень жарким летом и холодной зимой. Средняя температура в январе устанавливается в пределах от −2 до −6 °C, при этом минимальная температура достигает от −30 до −35 °C. Лето очень жаркое со средней температурой июля от 20 до 30 °C, и максимальной от 40 до 42°С[16].

### Режим
Годовая амплитуда колебаний уровня воды составляет от 4,5—5,5 м (возле Рени) до 6—8 м (у Будапешта). Рядовые годовые расходы воды в верхнем течении 420 м³/с, в среднем течении — 1900 м³/с, в устье — 6430 м³/с. Максимум расхода воды в низовьях равен 20 тыс. м³/с, минимум — 1800 м³/с. Годовой сток около 123 км³ в год. Замерзает Дунай только в холодные зимы на 1,5—2 месяца.

### Ветры
Бассейн Дуная находится под влиянием воздушных масс, проникающих с Атлантики, восточной Европы и западной Азии.
В регионе Верхнего Дуная господствующими ветрами в холодное время года являются ветры западных и северо-западных направлений. На Среднем Дунае преобладают восточный и юго-восточный ветер, на Нижнем Дунае — северный и северо-восточный.
В тёплое время года направление господствующих ветров более постоянное и в основном приходится на западные четверти. На Среднем и Нижнем Дунае очень опасным для судоходства является ветер «кошава» (типа боры) — имеет западное и северо-западное направление и достигает в отдельных местах 20—30 м/с.
В приморской части дельты Дуная большую опасность для прибрежных населённых пунктов наносят нагонные ветры (сильный ветер с моря, замедляет течение реки, а иногда даже разворачивает течение назад). При таком ветре могут происходить быстрые затопления прибрежных территорий.

### Осадки
Распределение осадков по территории бассейна неравномерно. Средняя годовая сумма осадков на равнине составляет 400—600 мм, в Карпатах — 800—1200 мм, в Альпах — 1800—2500 мм, а иногда и больше. Наименьшее количество осадков выпадает в дельте Дуная. Бывают годы, когда здесь осадков нет с начала марта до середины ноября. Снежный покров в бассейне Дуная не устанавливающийся, за исключением горных частей бассейна Верхнего Дуная.
Характерной особенностью ледового режима Дуная является крайняя неустойчивость ледовых фаз и разное время их наступления. В некоторые годы ледовые явления могут отсутствовать на всем протяжении реки. На Нижнем Дунае устойчивый ледовый покров в основном русле появляется один раз в 5—7 лет.

## Политическая география
Дунай от истока до устья протекает по территории или по границе десяти государств (Германия, Австрия, Словакия, Венгрия, Хорватия, Сербия, Болгария, Румыния, Молдова и Украина).
Также бассейн Дуная полностью или частично охватывает территории 19 государств Центральной и Южной Европы (кроме десяти вышеперечисленных — Швейцария, Италия, Чехия, Польша, Словения, Босния и Герцеговина, Черногория, Албания и Северная Македония).
Для всех придунайских стран Дунай на отдельных участках является природной государственной границей с соседними странами. В границах территорий отдельных стран длина Дуная составляет от 1075 км (Румыния) до 0,2 км (Молдова).
До образования Румынии Молдова и Валахия назывались Дунайскими княжествами. Иногда к Дунайским княжествам относят и Сербию.

## Крупные города на Дунае
На берегах Дуная расположены десятки больших городов, в том числе столицы четырёх европейских стран:
- Австрии — Вена (1 867 582 чел.),
- Сербии — Белград (1 670 000 чел.),
- Венгрии — Будапешт (1 702 000 чел.),
- Словакии — Братислава (425 000 чел.).

Другие города:
- На притоке Изар стоит столица Баварии (федеральной земли Германии) — Мюнхен (1 365 000 чел.).

- Регенсбург, Ульм — Германия
- Линц — Австрия
- Вуковар — Хорватия
- Нови-Сад — Сербия
- Русе, Видин — Болгария
- Брэила, Галац — Румыния
- Измаил — Украина

## Судоходство
После постройки в Германии канала Майн-Дунай в 1992 году, река стала частью трансъевропейского водного пути от Роттердама на Северном море до Сулины на Чёрном море (3500 км) (через Рейн, чьим притоком является Майн). Объём транспортных перевозок по Дунаю достиг 100 миллионов тонн (1987 год).
В нижнем течении Дуная существует румынский судоходный канал (Канал Дунай — Чёрное море), а в дельте реки — украинский судоходный канал «Дунай — Чёрное море». Оба канала обеспечивают проход крупных судов из Дуная в Чёрное море.
Судоходство на Дунае продолжается в течение большей части года и прерывается лишь на 1—2 месяца. В особенно тёплые зимы оно не прекращается круглый год.
В 1999 году судоходство было затруднено из-за разрушения трёх мостов в результате бомбардировок Белграда авиацией НАТО. Очистка русла была завершена в 2002 году.
На реке имеется 19 шлюзов, разница между верхними и нижними бьефами может составлять от 5 до 34 метров.

### Правовой статус судоходства
В международном праве порядок судоходства по Дунаю (так называемый «режим Дуная») впервые был установлен австро-турецким договором 1616 года. Парижский трактат 1856 года объявил Дунай международной рекой. В этом же году была образована Европейская дунайская комиссия (на 2 года, однако срок существования которой неоднократно продлевался). После Первой мировой войны режим Дуная был установлен в 1921 году, который подписали многие европейские государства, кроме СССР. Эти две комиссии — Международная дунайская и Европейская дунайская регулировали судоходство и различные вопросы, связанные с ним.
18 августа 1948 года СССР, Болгария, Венгрия, Румыния, Чехословакия и Югославия на Белградской конференции подписали новую конвенцию о режиме Дуная. Согласно ей, навигация на Дунае должна быть открыта для гражданских и торговых судов всех государств. В то же время военные суда недунайских государств не имеют права плавания по Дунаю, а военные суда придунайских государств могут проходить вне пределов вод своего государства лишь с согласия заинтересованных сторон. Для регулирования судоходства создана Дунайская комиссия.

## Водосбор
Общая площадь водосборного бассейна Дуная составляет 817 тыс. км². Её крайними точками являются 42°12' и 50°05' с. ш., 8°10' и 29°40' в. д. Длина бассейна с запада на восток 1690 км, ширина 820 км.
Дунайский бассейн граничит на севере с водосборами рек Везер, Эльба, Одра, Висла, на северо-востоке — Днестр, на западе и северо-западе — Рейн. К югу от бассейна Дуная расположены бассейны мелких рек Адриатического, Эгейского и Чёрного морей.
Дунай питается дождевыми водами, талыми снегами и ледниками Альп и Карпат, а также подземными водами.
Несмотря на сложный режим водных уровней, на Дунае чётко прослеживаются периоды паводка, межени и зимний период.
В Верхнем Дунае наибольший уровень воды приходится на начало лета (июнь), наименьший — зимой (декабрь—февраль). На участке Среднего Дуная, до впадения больших притоков (Дравы, Тисы и особенно Савы), режим уровней воды сохраняется близким к Верхнему Дунаю, но амплитуда колебаний несколько сглажена.
В Нижнем Дунае наибольший уровень воды приходится на период паводка (апрель—май), наименьший бывает осенью (сентябрь—октябрь).
Годовой сток Дуная составляет около 210 км³ воды. Расход воды — 6400 м³/с.

## Энергетика
В ущелье Железные ворота на границе между Сербией и Румынией построены две ГЭС — Джердап I и Джердап II, первая из них является крупнейшей на Дунае и одной из крупнейших в Европе.